# فرد سميث (لاعب كريكت)
فرد سميث (بالإنجليزية: Fred Smith)‏ (18 ديسمبر 1879 في المملكة المتحدة - 20 أكتوبر 1905 في المملكة المتحدة) هو لاعب كريكت بريطاني (وحمل سابقاً جنسية المملكة المتحدة لبريطانيا العظمى وأيرلندا). لعب مع نادي مقاطعة يوركشاير للكريكت ‏.